# Võ Văn Kiệt

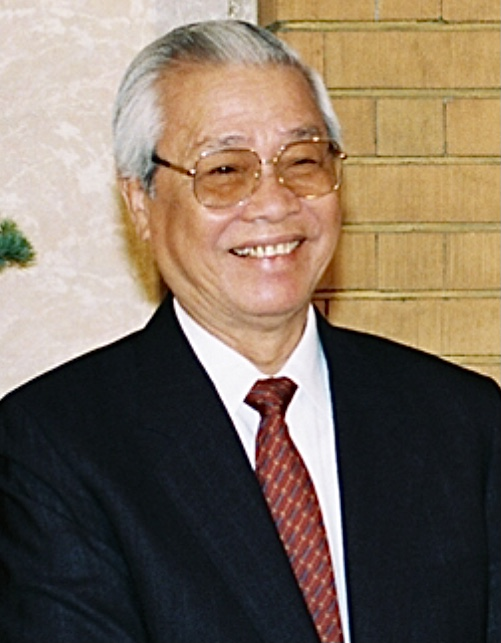
Võ Văn Kiệt

Võ Văn Kiệt (eigentlich Phan Văn Hòa; * 23. November 1922 in Trung Hiệp, Distrikt Vũng Liêm, Provinz Vĩnh Long, Südvietnam; † 11. Juni 2008 in Singapur) war ein vietnamesischer Politiker.
Võ Văn Kiệt stammte aus einer gebildeten Familie. Er schloss sich während seiner Jugend dem revolutionären Untergrund der Kolonie Französisch-Indochinas an. Während des Indochinakriegs und des Vietnamkriegs war er einer der führenden Parteifunktionäre im Südteil Vietnams. Nach dem Sieg des Nordens 1975 wurde Võ Văn Kiệt Vorsitzender des die Stadt leitenden Volkskomitees. 1976 übernahm er die Leitung der Parteiorganisation der Stadt. Võ Văn Kiệt erwarb sich den Ruf eines pragmatischen Reformers, dem Praktikabilität vor Ideologie ging. 1982 wurde er als Vollmitglied in das Politbüro berufen und erhielt darüber hinaus das Amt des Vizevorsitzenden des Ministerrates. Nach dem Tod von Phạm Hùng amtierte er zeitweilig als Premierminister, konnte sich bei einer Abstimmung in der Nationalversammlung jedoch nicht durchsetzen.
Vom 8. August 1991 bis zu seinem Rücktritt am 25. September 1997 war Võ Văn Kiệt Premierminister von Vietnam. Er gehörte zu den treibenden Kräften der Đổi-mới-Wirtschaftsreform, welche in den späten 1980er- und 1990er-Jahren das Planwirtschaftssystem ablöste. Er unterstützte die Privatisierung eines großen Teiles der staatlichen Industrie, forderte klarere Gesetze und das Ende der Sonderprivilegien für Armee- und Parteiführer.
In seine Amtszeit fällt auch die Wiederannäherung an den früheren Erzfeind USA. 1994 nahmen beide Staaten wieder diplomatische Beziehungen auf. Zwei Monate nach seinem Rücktritt als Premierminister verließ er auch das Politbüro der Kommunistischen Partei Vietnams.